# María Arboleda
María de Lourdes Arboleda Vaca (Portoviejo, Manabí, 20 de mayo de 1953 - Quito, 1 de mayo de 2020) fue una socióloga ecuatoriana. Destacó por su militancia feminista y sindicalista.

## Trayectoria
Hija de Luis Arboleda Delgado y Letty Vaca, nació en Portoviejo, Manabí. A los 14 años se radicó en Quito. Vivió brevemente en Chile. Estudió sociología en la Universidad Central. Realizó una maestría sobre Filosofía China en la Universidad San Francisco de Quito.
Durante los años 70 estuvo vinculada al Movimiento Revolucionario de los Trabajadores y participó en protestas contra la dictadura militar por lo cual fue detenida en cuatro ocasiones. 
Lideró organizaciones feministas, sociales, campesinas, indígenas y sindicales desde la década de los 80. Fue consultora y Facilitadora del Curso sobre Igualdad de Género, en América Latina y El Caribe, del Centro de Capacitación de ONU Mujeres. Formó parte del Consejo Nacional de las Mujeres de Ecuador (actual Comisión de Transición hacia el Consejo de las Mujeres y la Igualdad de Género).[cita requerida]. Fue miembro del Instituto de Estudios Ecuatorianos donde dirigió o fue parte de varias investigaciones destacadas.[¿cuál?]
Participó en la Comisión Nacional Anticorrupción de Ecuador (2015 - 2018).
Entre sus publicaciones se encuentran varios artículos relacionados con el rol de las mujeres en los poderes locales; y los libros La Agroindustria en el Ecuador y Plan de igualdad, no discriminación y buen vivir para las mujeres ecuatorianas y estrategia de transversalización 2010-2014.
Falleció el 1 de mayo de 2020 a causa de un cáncer a los 67 años.